# Лудвиг IX (Бавария)
Лудвиг IX Богатия (на немски: Ludwig IX. der Reiche; * 23 февруари 1417, Бургхаузен; † 18 януари 1479, Ландсхут) от фамилията Вителсбахи, е през 1450 – 1479 г. херцог на Бавария-Ландсхут.

## Произход и детство
Той е третият, единствен оживял син на херцог Хайнрих XVI Богатия († 30 юли 1450 г.) и на Маргарета Австрийска (* 1395, † 24 декември 1447), дъщеря на херцог Албрехт IV Хабсбург от Австрия и неговата съпруга Йохана София Баварска от Вителсбахската линия Щраубинг-Холандия. Роден в замъка Бургхаузен, където живее, докато порасне.

## Управление
След смъртта на баща му на 30 юли 1450 г. той става херцог на 33 години и на 8 септември взема поздравленията в Ландсхут. На 5 октомври той заповядва затварянето на всички евреи в неговото царство. Писмата за задълженията на неговите съветници и слуги се дават обратно на издателите. След една седмица всички евреи трябвало да напуснат града заедно с тяхната собственост. Някои, които се кръстили, можели да избегнат тази заповед.
На 16 декември 1450 г. той сключва договор с Албрехт III от Херцогство Бавария-Мюнхен (Договор от Ердинг). Този договор му потвърждава до голяма част ликвидираното Херцогство Бавария-Инголщат, с което Лудвиг става доста по-могъщ от неговия мюнхенски роднина.
Прочутото богатство на Лудвиг се дължи главно, както и при баща му, на собствеността на мините в господствата Ратенберг и Кицбюел в Тирол. При неговата богата сватба през 1452 г. той е домакин една седмица за негова сметка на 22 000 гости и 9000 коне.
През лятото на 1456 г. Лудвиг има претенции за имперския град Динкелсбюл, който му бил взет от Лудвиг VII Брадатия. На 8 октомври 1458 г. войската му обсажда Донаувьорт, и след единадесет дена го кара да капитулира.
Лудвиг обявява война през края на март 1460 г. на Йохан III, епископ на Айхщет, и на маркграф Албрехт Ахилес (Хоенцолерн). Лудвиг завладява Айхщет и град Рот, където на 24 юни 1460 г. се сключва споразумението „Rother Richtung“.
На 13 юли 1461 г. император Фридрих III обявява война на херцог Лудвиг и прави Албрехт на Райхсхауптман. Този конфликт между двамата се нарича Баварска война. На 19 юли 1462 г. Лудвиг побеждава своя противник в битката при Гинген на Бренц. На 23 август 1462 г. те сключват примирие в Нюрнберг и мирен договор в Прага през 1463 г.
През 1472 г. Лудвиг IX основава университет в Инголщат, по-късният Лудвиг Максимилиан университет в Мюнхен. Сватбата на неговия син Георг с полската принцеса Ядвига през 1475 г. влиза в историята като Ландсхутската сватба, която днес се празнува на всеки четири години.
Лудвиг IX умира на 61-годишна възраст. Погребан е в манастир Зелигентал Ландсхут. Неговият син Георг го последва през 1479 г. като херцог на Бавария-Ландсхут.

## Фамилия
Лудвиг IX се жени на 21 февруари 1452 г. в Ландсхут за принцеса Амалия Саксконска (1436 – 1501), дъщеря на саксонския курфюрст Фридрих II (1412 – 1464) и неговата съпруга херцогиня Маргарета Австрийска (1416 – 1486). Двамата имат четири деца:
- Елизабет (1452 – 1457)
- Георг Богатия (1455 – 1503) ∞ 1475 принцеса Ядвига Ягелонка от Полша (1457 – 1502) (Ягелони), дъщеря на полския крал Кажимеж IV Ягелончик и Елизабет Хабсбург
- Маргарета Баварска (1456 – 1501) ∞ 1474 курфюрст Филип от Пфалц (1448 – 1508)
- Анна (*/† 1462).

## Филм
- Der Turm voller Gulden, Die Reichen Herzöge von Baiern-Landshut, филм от Бернхард Граф, BR 2003